# Coolus
Coolus ist eine französische Gemeinde mit 230 Einwohnern (Stand: 1. Januar 2022) im Département Marne in der Region Grand Est. Fagnières gehört zum Arrondissement Châlons-en-Champagne und zum Kanton Châlons-en-Champagne-1.

## Geographie
Coolus liegt im Nordosten Frankreichs in der Landschaft Champagne. Coolus liegt etwa vier Kilometer südsüdwestlich des Stadtzentrums von Châlons-en-Champagne am Coole und an der Marne, die die östliche Gemeindegrenze bildet. Umgeben wird Coolus von den Gemeinden Compertrix im Norden und Nordwesten, Sarry im Osten, Écury-sur-Coole im Süden, Cheniers im Südwesten sowie Villers-le-Château im Westen und Nordwesten.

## Bevölkerungsentwicklung
| Jahr      | 1962 | 1968 | 1975 | 1982 | 1990 | 1999 | 2006 | 2018 |
| Einwohner | 199  | 189  | 230  | 223  | 200  | 226  | 223  | 222  |

Quellen: Cassini und INSEE

## Sehenswürdigkeiten
- Kirche Saint-Martin aus dem 15./16. Jahrhundert

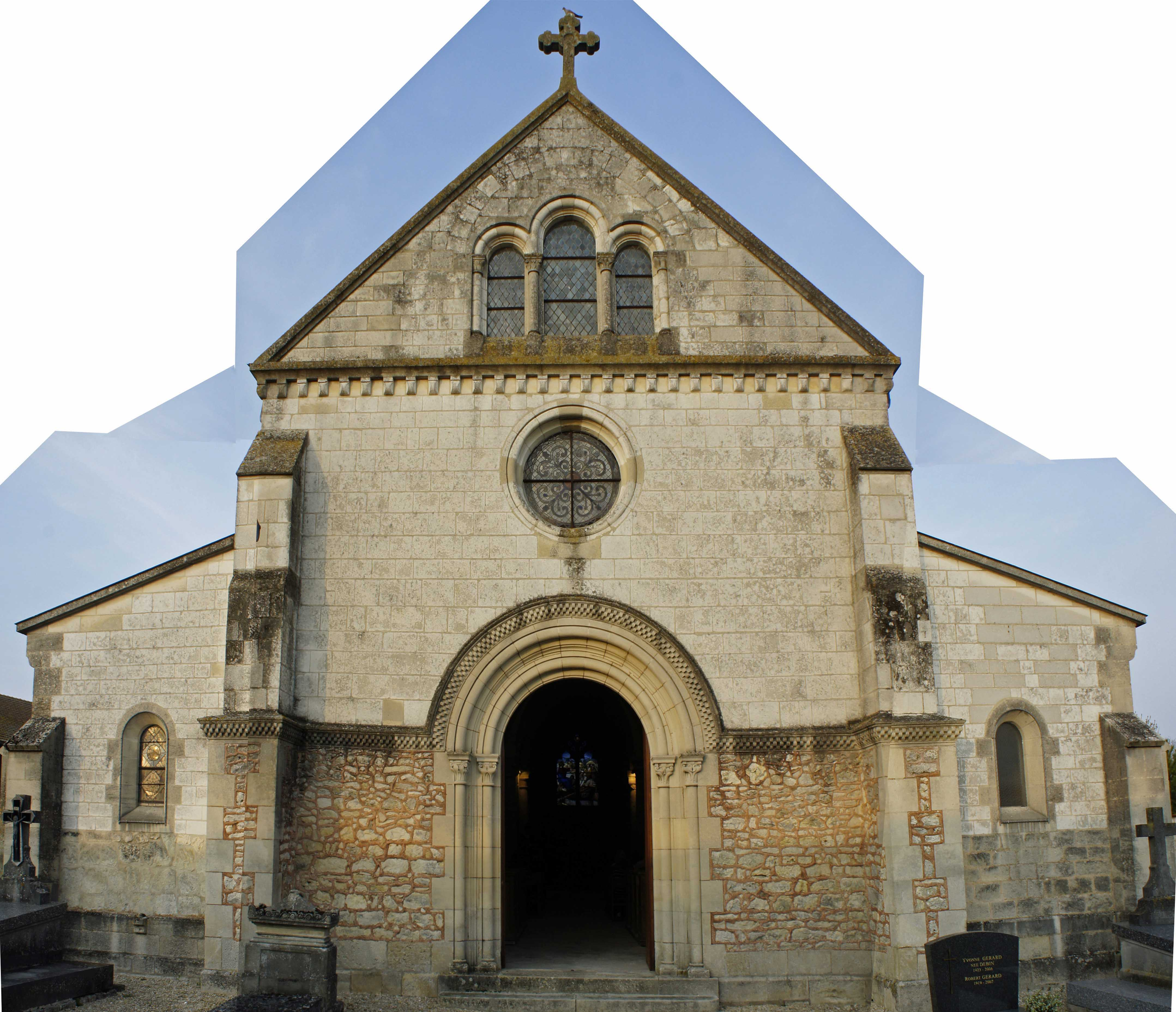
Kirche Saint-Martin

- Kapelle Saint-Gibrien

## Trivia
Nach dem Ort ist der sog. Coolus-Helm benannt, der hier gefunden wurde. Ursprünglich wohl eine keltische Entwicklung wurde er in der Römischen Armee ab dem ersten vorchristlichen Jahrhundert eingesetzt.